# Лютка (Мінська область)
Лютка (біл. вёска Лютка) — село в складі Смолевицького району Мінської області, Білорусь. Село підпорядковане Жодинській сільській раді, розташоване в центральній частині області.